# Preventorium

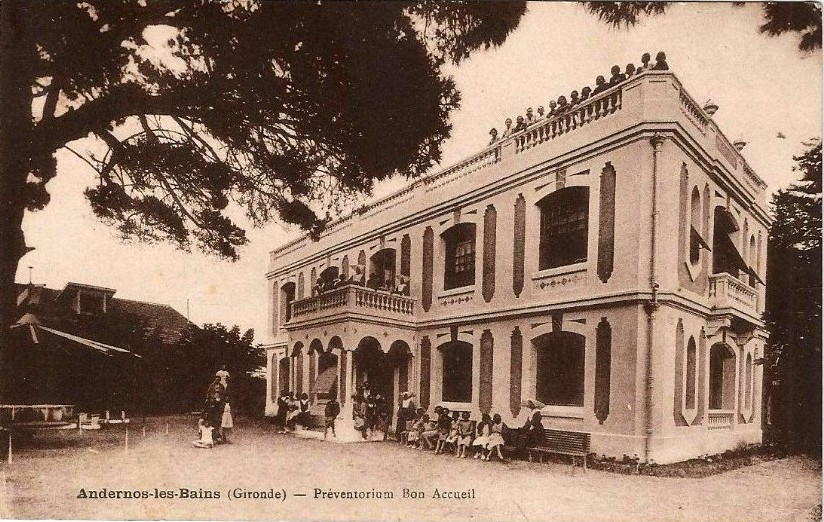
Preventorium in Andernos-les-Bains

Een preventorium was de benaming voor een instelling of gebouw voor patiënten, die besmet waren met besmettelijke ziekte, voornamelijk tuberculose. In een preventorium werden alleen patiënten behandeld/geïsoleerd die een nog niet actieve vorm van de ziekte hadden opgelopen.
Filantroop Nathan Straus opende in 1909 het eerste preventorium in Lakewood (New Jersey).